# Aerografit
Aerografit (anglicky aerographite) je uhlíkatý materiál vyrobený v roce 2012 německými vědci. Jeho hustota je méně než 200 g/m³ (je lehčí než např. aerogel). Jedná se o poměrně robustní a pevnou látku, která je současně pružná. Lze jej komprimovat do mnohem menšího objemu bez ztráty elasticity.

## Struktura a vlastnosti
Aerografit má černou barvu. Skládá se z prostorově uspořádané sítě uhlíkových trubiček se stěnami o tloušťkách asi 15 nm. Může být vyroben v různých hustotách. Je elektricky vodivý. Jeho elektrická vodivost závisí na hustotě. Spolu s hustotou se vodivost zvyšuje z asi 0,2 S/m při 0,18 mg/cm3 až na 0,8 S/m při 0,2 mg/cm3.